# Ken Wiesner
Kenneth George „Ken“ Wiesner (* 17. Februar 1925 in Milwaukee; † 20. März 2019 in Minocqua) war ein US-amerikanischer Hochspringer.
Als Student an der Marquette University gewann er von 1944 bis 1946 dreimal in Folge bei der NCAA-Meisterschaft. 1945 wurde er US-Hallenmeister.
Nach fünf Jahren sportlicher Pause gewann er bei den Olympischen Spielen 1952 in Helsinki die Silbermedaille mit 2,01 m. Anfang 1953 verbesserte er den Hallenweltrekord am 14. März in Milwaukee auf 2,08 m und am 28. März in Chicago auf 2,10 m.